# Megareo de Onquesto
En la mitología griega, Megareo (griego antiguo: Μεγαρέως) era el rey de Onquesto en Beocia. En algunos mitos, era el rey epónimo de Megara.
No hay una tradición unánime acerca de la filiación de Megareo. Pausanias dice que era hijo de Poseidón;Higino que de Poseidón y Enope, la hija de Epopeo; Plutarco que de Onquesto, epónimo de su reino,Apolodoro que de Hipómenes; y finalmente Estéfano de Bizancio no se decide entre Apolo o Egeo.
Megareo acudió con su ejército en ayuda de Niso, esposo de su hermana Abrota o Habrota, contra Minos. En una versión, murió en batalla y la ciudad de Nisa (dominio de Niso) pasó a llamarse Megara en su honor. En otra se casó con Ifínoe, hija de Niso, y sucedió en el poder de su suegro sobre Megara.Hijos de Megareo e Ifínoe fueron tres: Evipo, Timalco y Evecme. Con la ayuda del dios Apolo, Alcátoo mató al León de Citerón, por lo que Megareo le dio a su hija Evecme como esposa. Posteriormente, nombró a Alcátoo su sucesor, porque sus propios hijos no sobrevivieron: Evipo fue asesinado por el león, y Timalco fue asesinado por Teseo, habiéndose unido a los Dioscuros en la campaña contra él.
Otra tradición dice que Megareo también tuvo un hijo con Mérope, Hipómenes, quien se ganó la mano de Atalanta en una carrera.